# 罗马诺·加拉尼亚尼
罗马诺·加拉尼亚尼（義大利語：Romano Garagnani，1937年6月6日—1999年1月30日），意大利男子射击运动员。他曾代表意大利参加1968年、1972年、1976年和1980年夏季奥林匹克运动会射击比赛，获得一枚银牌。